# Amanda Paige
Amanda Paige, nome d'arte di Amanda Blair, conosciuta anche come Paige Gellar (28 ottobre 1984), è una modella e attrice statunitense.
Nata nello stato della Carolina del Nord, è stata scoperta dalla rivista Playboy mentre frequentava la facoltà di sociologia dell'Università della Virginia. È stata la Playmate del mese nell'ottobre 2005. Prima di essere nominata playmate, Amanda aveva posato per il Playboy Cyber Club come "Coed of the Month" nel mese di aprile 2005. In quella occasione posò con il nome di Paige Gellar.